# Вьессен, Раймонд
Раймонд Вьессен (родился около 1635 года, умер 16 августа 1715 года) — французский врач, анатом и физиолог родом из Ле Вигана. Год рождения Раймонда Вьессена в точности неизвестен, даты в разных источниках разнятся, и некоторые источники называют даже 1641 год.
Изучал медицину в университете Монпелье, где в 1670 году получил степень доктора медицины. С этого же года работал в Монпелье врачом. Позже стал главным врачом больницы Дю Сент-Элой в Монпелье.
Занимался прежде всего анатомией сердца и нервной системы. Автор нейроанатомического труда Neurographia universalis, иллюстрированной превосходными медными гравюрами. Кроме того, автор одного из первых описаний симптомов стеноза митрального клапана.

## Основные работы
- Neurographia universalis, (Общая нейрография) (1684)
- Vieussens’s Tractatus duo, (Трактат о двух вещах) (1688)
- Epistola de sanguinis humani, (статья о крови человека) (1698)
- Deux dissertations, (Две диссертации) (1698)
- Novum vasorum corporis humani systema, (Кровеносные сосуды человеческого тела, считается одной из самых ранних классических работ по кардиологии) (1705)
- Dissertatio anatomica de structura et usu uteri ac placentae muliebris, (Анатомическое исследование строения матки и плаценты) (1712)
- Traité nouveau de la structure de l’oreille, (Трактат о строении уха) (1714)
- Traité nouveau des liqueurs du corps humain (Трактат о биологических жидкостях человеческого тела) (1715)
- Traité nouveau de la structure et des causes du mouvement naturel du coeur, (Трактат о строении сердца и причинах его сокращений) (1715)